# Macrocyphon pendleburyi
Macrocyphon pendleburyi es una especie de coleóptero de la familia Scirtidae.

## Distribución geográfica
Habita en Malay (Filipinas).